# Арго (регбійний клуб)
«Арго» — український регбійний клуб з Києва. Виступав у Вищій лізі, Суперлізі чемпіонатів України. Заснований у 1987 році. Припинив існування у 2013 році у зв'язку з втратою фінансування.
Регбійна команда «Арго» була створена в 1987 році на базі Київського інституту інженерів цивільної авіації. У чемпіонатах України команда виступає з 1992 року.

## Назва
1992—2000 рр.: «Арго»—КІІЦА;
2001—2009 рр.: «Арго»—НАУ;
Від 2010 р.: «Арго».

## Досягнення
- Чемпіонат України

- - Чемпіон (8) – 1997, 1998, 1999, 2000, 2001, 2002, 2003, 2004 рр.
  - Срібний призер (6) – 1993, 1994, 1994/1995, 1995/1996, 1996/1997, 2005 рр.
  - Бронзовий призер(1) – 2006 р.

- Кубок України
  - Володар (8) – 1996, 1997, 1998, 1999, 2000, 2001, 2003, 2004,